# Élie Barnavi
Élie Barnavi est un historien, essayiste, chroniqueur et diplomate israélien, né en 1946 à Bucarest (Roumanie). Professeur émérite d’histoire de l’Occident moderne à l’université de Tel Aviv, il est aussi le créateur et conseiller scientifique auprès du musée de l’Europe à Bruxelles.

## Biographie
Né en Roumanie d'un père issu d'une lignée de rabbins russes et d'une mère moldave, il émigre avec ses parents en 1961 en Israël (son père étant devenu sioniste après avoir combattu pendant la Seconde Guerre mondiale dans l'Armée rouge), dont il devient citoyen. Il fréquente alors les mouvements de jeunesse de gauche, dont Hashomer Hatzaïr, travaille un an dans un kibboutz à l'âge de 14 ans. En 1967, il fait son service militaire dans les parachutistes lors de la guerre des Six Jours,. Après des études d’histoire et de sciences politiques à l’université hébraïque de Jérusalem, à l’université de Tel Aviv et à la Sorbonne, il a été nommé professeur d’histoire de l’Occident moderne à l’université de Tel Aviv, où il a dirigé le Centre d’études internationales. Il a aussi été directeur d’études à l’Institut de défense nationale, membre du mouvement La Paix maintenant.
Il est le père de trois garçons et une fille.
Il est membre de plusieurs conseils scientifiques ou d’orientation. En France, il a été président du Colloque du Cinquantième anniversaire du ministère de la Culture, et est membre des Rencontres internationales d’Avignon sur la Culture et du conseil international du Musée des civilisations de l'Europe et de la Méditerranée (MuCEM) de Marseille.
Il est également membre du comité de parrainage du Collège des Bernardins.
Elie Barnavi a dirigé ou codirigé les comités scientifiques d’expositions telles que Dieu(x), modes d’emploi ; C’est notre histoire ! 50 années d’aventure européenne ou L’Amérique, C’est aussi notre histoire ! Il travaille actuellement au développement du grand projet européen d’exposition relative aux relations entre l’Europe et la civilisation musulmane au fil des siècles.
De 2000 à 2002, il a servi comme ambassadeur d'Israël en France.
Il reprend ensuite son enseignement d’histoire à l’université de Tel Aviv. Il a notamment publié Une histoire moderne d’Israël, une Histoire universelle des Juifs, Lettre ouverte aux Juifs de France, et des ouvrages sur le XVIe siècle français. Il a été directeur scientifique à la Maison de l'histoire européenne à Bruxelles et il est membre du comité de pilotage du Groupe Spinelli prônant une Europe fédérale. Son dernier ouvrage paru : Confessions d'un bon à rien, Paris, Grasset, 2022.
Élie Barnavi est titulaire de plusieurs prix, dont le grand prix de la francophonie de l’Académie française, reçu en 2007 pour l’ensemble de son œuvre, le prix Aujourd'hui pour Les religions meurtrières et le prix Montaigne pour L’Europe frigide : réflexions sur un projet inachevé.
En novembre 2014, dans une lettre co-signée par 660 figures publiques israéliennes, il appelle les parlementaires européens à reconnaître immédiatement l'État palestinien,.
En 2025, il est élu par l'Académie des sciences morales et politiques au siège de membre associé étranger.

## Décorations
- Officier de la Légion d'honneur[Quand ?]
- Officier de l'ordre des Palmes académiques

## Publications
- Le Parti de Dieu : étude sociale et politique des chefs de la ligue parisienne 1585-1594, Publications de la Sorbonne, 1980, 388 p. (ISBN 978-2-85944-017-6).
- Israël au XXe siècle, Presses universitaires de France, 1982, 320 p. (ISBN 978-2-13-037349-0).
- Une histoire moderne d’Israël, Éditions Flammarion, 1982, 347 p. (ISBN 978-2-08-066181-4)
- La Politique étrangère du général de Gaulle (avec Saul Friedländer), Presses universitaires de France, 1985, 207 p. (ISBN 978-2-13-038920-0, lire en ligne).
- La Sainte-Ligue, le Juge et la Potence : L'assassinat du président Brisson (15 novembre 1591) (avec Robert Descimon), Éditions Hachette, 1985.
- Le Périple de Francesco Pucci (avec Miriam Eliav-Feldon), Éditions Hachette Littérature, 1988 (ISBN 978-2-01-011355-0)
- Lettre d’un ami israélien à l’ami palestinien, Éditions Flammarion, 1992, 114 p. (ISBN 978-2-08-066283-5).
- La France et Israël : Une affaire passionnelle, Éditions Perrin, 2002, 189 p. (ISBN 978-2-262-01956-3).
- Lettre ouverte aux Juifs de France, Éditions Stock, 2002 (ISBN 978-2-234-05538-4).
- Histoire universelle des juifs (avec Denis Charbit), Éditions Hachette Littérature, 2002 (ISBN 978-2-01-235617-7).
- Israël-Palestine : une guerre de religion ?, Éditions Bayard Centurion, 2006, 61 p. (ISBN 978-2-227-47562-5).
- Tuez-les tous ! : La guerre de religion à travers l’histoire VIIe-XXIe siècle (avec Anthony Rowley), Éditions Perrin, 2006 (ISBN 978-2-262-02516-8).
- Dieu(x) mode d’emploi : L’expérience religieuse aujourd’hui (avec Aviad Kleinberg), Éditions Gallimard, 2006 (ISBN 978-2-07-011824-3).
- Les Religions meurtrières, Paris, Éditions Flammarion, 2006, 138 p. (ISBN 978-2-08-069047-0) – Prix Aujourd'hui 2016
- Michel Wieviorka, Élie Barnavi, Judith Bokser Liwerant et João Caraça et al., Le Printemps du politique : Pour en finir avec le déclinisme, Paris, Éditions Robert Laffont, coll. « Le monde comme il va », 2007, 160 p. (ISBN 978-2-221-10650-1)
- Krzysztof Pomian et Élie Barnavi, La Révolution européenne : 1945-2007, Paris, Éditions Perrin, 2007, 274 p. (ISBN 978-2-262-02602-8).
- L’Europe frigide, Bruxelles/Paris, André Versaille éditeur, 2008, 160 p. (ISBN 978-2-87495-020-9).
- Jean Frydman, tableaux d'une vie : pour servir à l'histoire de notre temps, Paris, Éd. du Seuil, 2008, 365 p. (ISBN 978-2-02-090818-4))
- Aujourd’hui, ou peut-être jamais : Pour une paix américaine au Proche-Orient, Bruxelles/Paris, André Versaille éditeur, 2009, 181 p. (ISBN 978-2-87495-062-9, lire en ligne).
- Cinquante ans après. Culture, politique et politiques culturelles. Colloque du cinquantenaire du ministère de la Culture et de la Communication des 13, 14 et 15 octobre 2009, sous la direction d'Elie Barnavi et Maryvonne de Saint-Pulgent, Paris, Comité d'histoire du ministère de la Culture et des institutions culturelles / La Documentation française,  (ISBN 978-2-11-008292-3).
- Dieu(x), modes d'emploi, Bruxelles, André Versaille éditeur, 2012, 269 p. (ISBN 978-2-87495-193-0)
- Dix Thèses sur la guerre, Paris, Flammarion, coll. « "Café Voltaire" », 2014, 141 p. (ISBN 978-2-08-133308-6)
- Confessions d'un bon à rien, Paris, Grasset — : Prix JJ Rousseau 2022 de l'autobiographie Prix Jean-Jacques-Rousseau

### Quelques articles
- Élie Barnavi, «De Carpentras à  Rishon-le-Zion», Le Monde, no 14095, 23 mai 1990, p. 2
- Entretien avec Élie Barnavi et al., « Gulliver empêtré », Confluences Méditerranée 2001/2 (N°37), p. 91-100. DOI 10.3917/come.037.0091
- « Où en est Israël ? Entretien », Le Débat, vol. 2004/1, no 128,‎ 2004, p. 4-25 (DOI 10.3917/deba.128.0004)
- Élie Barnavi, « Le jour où Yitzhak Rabin a été assassiné », L'Histoire, 2005/11 (no 303), p. 18-18
- Élie Barnavi, « La logique d'une guerre de cent ans. Le conflit israélo-arabe », Le Débat 2007/2 (no 144), p. 129-141.DOI 10.3917/deba.144.0129
- « De la bonne stratégie », Le Débat 2008/3 (no 150), p. 45-51.DOI 10.3917/deba.150.0045
- « Les Américains doivent imposer un plan de paix », le Figaro, 8 juillet 2014
- Parler ou ne pas parler avec le Hamas, Opinion, i24News, 14 août 2014
- Élie Barnavi, « « Bordure protectrice » : la logique d'une moderne guerre de Cent Ans », Le Débat 2014/5 (no 182), p. 68-77.DOI 10.3917/deba.182.0068
- Élie Barnavi, « Jérusalem, outil à usage politique multiple », Les Cahiers de l'Orient 2018/2 (no 130), p. 15-27. DOI 10.3917/lcdlo.130.0015
- Élie Barnavi, « Israël-Iran. Vieille idylle, acrimonieux divorce », Revue des Deux Mondes, set. 2018. p. 40.